# دانشگاه دهوک
دانشگاه دهوک (به انگلیسی: University of Duhok) دانشگاهی در شهر دهوک در کردستان عراق است. این دانشگاه در ابتدا دانشکده‌ای تابع دانشگاه موصل بود و در ۳۱ اکتبر ۱۹۹۲ مستقل شد. زبان تحصیل در آن عربی است.